# Semiothisa sexpunctata
Semiothisa sexpunctata là một loài bướm đêm trong họ Geometridae.